# Батлье, Она
Она Батлье Паскуаль (исп. Ona Batlle Pascual; род. 10 июня 1999, Виласар-де-Мар) — испанская футболистка, крайний защитник женской команды «Барселоны» и женской сборной Испании.
Победительница Чемпионата мира 2023 года. 

## Клубная карьера
Она родилась в городе Виласар-де-Мар, где и начала играть в футбол в молодёжной команде одноименного клуба. В 2011 году её заметили скауты «Барселоны», после чего она присоединилась к футбольной академии этого клуба.
В июле 2017 года перешла в  клуб «Мадрид». 3 сентября 2017 года дебютировала за клуб в матче женской Примеры против «Леванте». Всего в сезоне 2017/18 она провела 28 из 30 матчей своей команды в рамках чемпионата, а «Мадрид» завершил сезон на 10-м месте.
В июне 2018 года перешла в «Леванте». Из-за травмы, полученной на чемпионате мира среди девушек до 20 лет в августе 2018 года, её дебют за клуб состоялся только 5 декабря 2018 года в матче против «Мадрида». За два сезона в составе «Леванте» она провела 39 матчей и забила 3 мяча в рамках испанского чемпионата.
13 июля 2020 года Она Батлье подписала двухлетний контракт с английским клубом «Манчестер Юнайтед». 6 сентября 2020 года дебютировала в основном составе «Юнайтед» в матче Женской суперлиги против «Челси». В сезоне 2020/21 провела за команду 23 матча (включая 19 в чемпионате) и была признана лучшим игроком сезона в составе женской команды «Манчестер Юнайтед». За три сезона в «Манчестер Юнайтед» защитница сыграла 77 матча и забила 3 гола. По итогам сезона 2022/23 вошла в состав символической сборной года Чемпионата Англии, а также стала игрок года в составе «Манчестер Юнайтед » по версии болельщиков.
В июне 2023 года после истечения контракта с «Манчестер Юнайтед» стала игроком женской команды «Барселоны», подписав контракт до 30 июня 2026 года.

«… Я всегда мечтала играть за женскую команду «Барсы». Мне пришлось уйти, но я всегда думала о том, чтобы вернуться. Я очень рада возможности разделить раздевалку и опыт с остальной частью команды. Для меня «Барса» всегда была в моем сердце, поэтому нелегко сказать «нет». Я всегда с самого начала держала это в голове. У меня гораздо больше опыта, чем когда я уезжала. Я ездила в Англию, где была счастлива, но я очень рада вернуться сюда, чтобы продолжить свою карьеру. Я отдам все силы и буду получать от этого удовольствие, а это самое главное»
Оригинальный текст (англ.)“It has always been my dream to play for the Barça Women first team. I had to leave but I always had it in in my mind to come back. I am really excited about sharing a dressing room and experiences with the rest of the squad." 
"For me, Barça has always been at my heart and it is not easy to say no. I always had it in mind from the beginning." 
"I have a lot more experience than when I left. I have travelled, to England, where I was happy but I am very happy to be back here to continue my career. I will give everything and enjoy it, which is the most important thing."
—  Из интервью Она Батлье для клубного сайта «Барселоны»

## Карьера в сборной
Выступала за сборные Испании до 17, до 19 и до 20 лет. Сыграла на пяти крупных молодёжных турнирах: двух чемпионатах Европы до 17 лет (2015 и 2016 года), на чемпионате мира до 17 лет 2016 года, на чемпионате Европы до 19 лет 2017 года и на чемпионате мира до 20 лет 2018 года.
17 мая 2019 года дебютировала в составе первой женской сборной Испании в товарищеском матче против сборной Камеруна.

## Статистика выступлений

### Клубная статистика
| Клуб              | Сезон            | Лига | Лига | Кубок | Кубок | Кубок лиги | Кубок лиги | Лига чемпионов | Лига чемпионов | Суперкубок страны | Суперкубок страны | Итого | Итого |
| Клуб              | Сезон            | Игры | Голы | Игры  | Голы  | Игры       | Голы       | Игры           | Голы           | Игры              | Голы              | Игры  | Голы  |
| ----------------- | ---------------- | ---- | ---- | ----- | ----- | ---------- | ---------- | -------------- | -------------- | ----------------- | ----------------- | ----- | ----- |
| Мадрид            | 2017/18          | 28   | 0    | 0     | 0     | -          | -          | -              | -              | -                 | -                 | 28    | 0     |
| Мадрид            | Итого            | 28   | 0    | 0     | 0     | 0          | 0          | 0              | 0              | 0                 | 0                 | 28    | 0     |
| Леванте           | 2018/19          | 19   | 1    | 1     | 0     | -          | -          | -              | -              | -                 | -                 | 20    | 1     |
| Леванте           | 2019/20          | 20   | 2    | 1     | 0     | -          | -          | -              | -              | 1                 | 0                 | 22    | 2     |
| Леванте           | Итого            | 39   | 3    | 2     | 0     | 0          | 0          | 0              | 0              | 1                 | 0                 | 42    | 3     |
| Манчестер Юнайтед | 2020/21          | 19   | 0    | 2     | 0     | 2          | 0          | -              | -              | -                 | -                 | 23    | 0     |
| Манчестер Юнайтед | 2021/22          | 21   | 1    | 1     | 0     | 5          | 1          | -              | -              | -                 | -                 | 27    | 2     |
| Манчестер Юнайтед | 2022/23          | 19   | 1    | 5     | 0     | 3          | 0          | -              | -              | -                 | -                 | 27    | 1     |
| Манчестер Юнайтед | Итого            | 59   | 2    | 8     | 0     | 10         | 1          | 0              | 0              | 0                 | 0                 | 77    | 3     |
| Барселона         | 2023/24          | 22   | 3    | 5     | 3     | -          | -          | 10             | 0              | 2                 | 1                 | 39    | 7     |
| Барселона         | 2024/25          | 22   | 4    | 5     | 0     | -          | -          | 8              | 0              | 2                 | 0                 | 37    | 4     |
| Барселона         | Итого            | 44   | 7    | 10    | 3     | 0          | 0          | 18             | 0              | 4                 | 1                 | 76    | 11    |
| Всего за карьеру  | Всего за карьеру | 170  | 12   | 20    | 3     | 10         | 1          | 18             | 0              | 5                 | 1                 | 223   | 17    |

## Достижения
«Барселона»
- Обладательница Суперкубка Испании: 2023/24

Сборная Испании (до 17 лет)
- Победитель чемпионата Европы до 17 лет: 2015
- Финалист чемпионата Европы до 17 лет: 2016
- Третье место на чемпионате мира до 17 лет: 2016

Сборная Испании (до 19 лет)
- Победитель чемпионата Европы до 19 лет: 2017

Сборная Испании (до 20 лет)
- Финалист чемпионата мира до 20 лет: 2018